# Province d'Aroma
La province d'Aroma (en espagnol : Provincia de Aroma) est l'une des 20 provinces du département de La Paz, dans l'ouest de la Bolivie. Son chef-lieu est Sica Sica.

## Géographie
La province d'Aroma se trouve dans le sud du département et couvre une superficie de 4 510 km2.
Elle est bordée au nord-est par la province de Pedro Domingo Murillo, à l'est par la province de Loayza, au sud-est par le département d'Oruro, au sud par la province de Gualberto Villarroel, à l'ouest par la province de Pacajes et au nord-ouest par la province d'Ingavi.

## Population
En 2001, la population de la province s'élevait à 86 480 habitants.

## Subdivisions
La province d'Aroma est subdivisée en sept municipalités :
- Sica Sica
- Umala
- Ayo Ayo
- Calamarca
- Patacamaya
- Colquencha
- Collana